# Valdecañas de Tajo (kommunhuvudort)
Valdecañas de Tajo är en kommunhuvudort i Spanien.   Den ligger i provinsen Provincia de Cáceres och regionen Extremadura, i den centrala delen av landet, 180 km väster om huvudstaden Madrid. Valdecañas de Tajo ligger 371 meter över havet och antalet invånare är 205.
Terrängen runt Valdecañas de Tajo är huvudsakligen kuperad, men åt nordost är den platt. Terrängen runt Valdecañas de Tajo sluttar norrut. Runt Valdecañas de Tajo är det mycket glesbefolkat, med 5 invånare per kvadratkilometer. Närmaste större samhälle är Navalmoral de la Mata, 16,2 km norr om Valdecañas de Tajo. Omgivningarna runt Valdecañas de Tajo är huvudsakligen savann.